# ذوالقدریان
ذوالقدریان (انگلیسی: Beylik of Dulkadir) یکی از حکومت‌های بیگ‌نشین‌ آناتولیایی تشکیل شده بعد از سقوط سلجوقیان روم بود. پایتخت آن‌ها در البستان واقع بود.